# 暖暖雙生土地公廟
25°05′45″N 121°44′02″E / 25.095760°N 121.733898°E
暖暖雙生土地公廟，位於臺灣基隆市暖暖區暖西里、基隆河流域東勢坑溪和西勢坑溪交匯口，為當地兩座土地祠的合稱。

## 歷史沿革

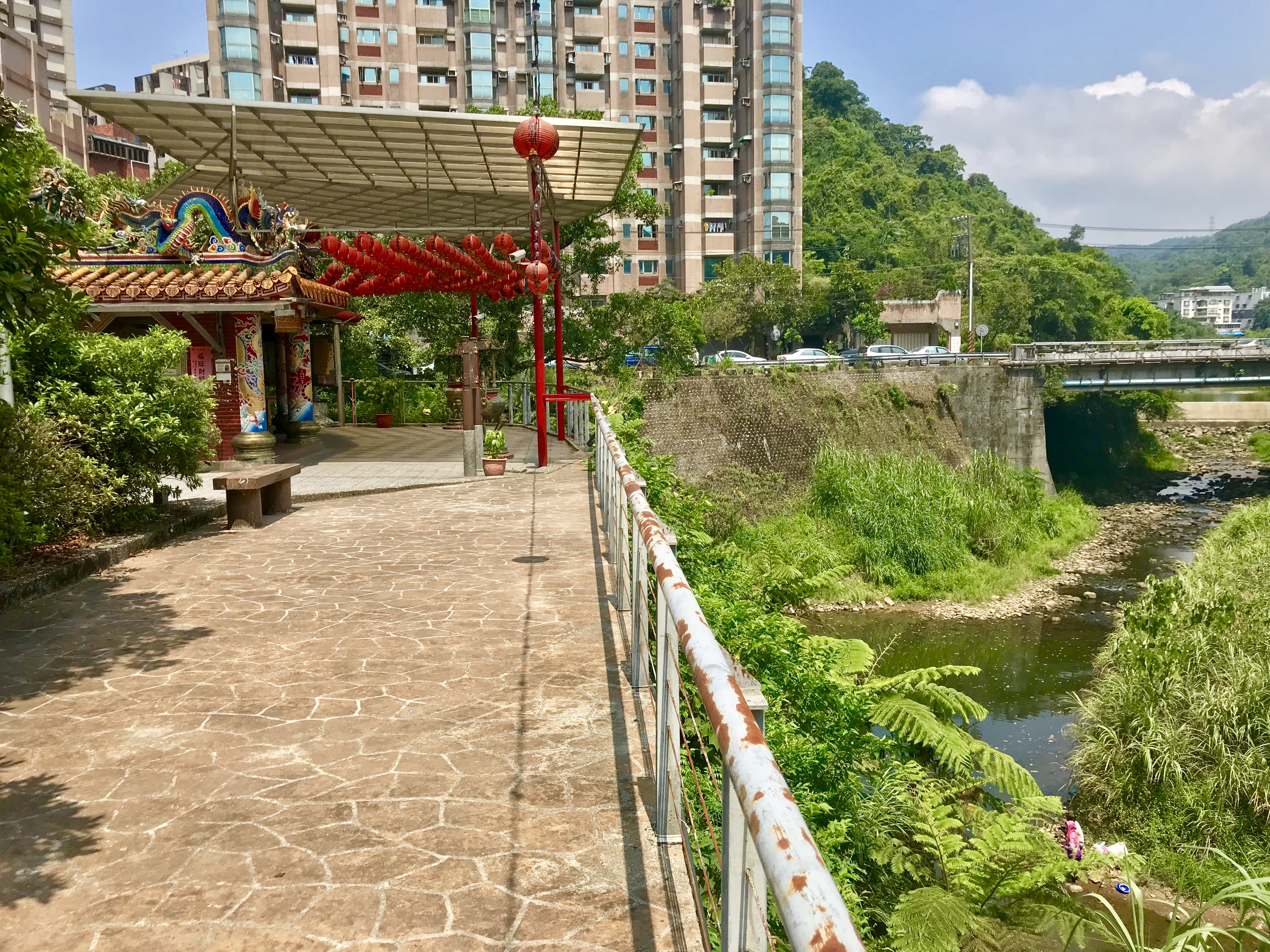
因有兩土地公、有兩溪，旁又有淨水廠，地方謂此地為「雙生匯雙水」。

### 福興宮
此廟為嘉慶年間一位遷至西勢溪坑開墾定居的陳姓先民所建，原在暖暖淨水場內的小山丘上，作為西勢溪下游的水尾土地公。廟內有兩塊咸豐九年（1859年）的石牌，分別寫著「福德庇西勢」、「正神祐北方」。
1902年淨水場啟用，遂遷到東勢坑溪和西勢坑溪交匯處的雙龍潭旁。

### 福德宮

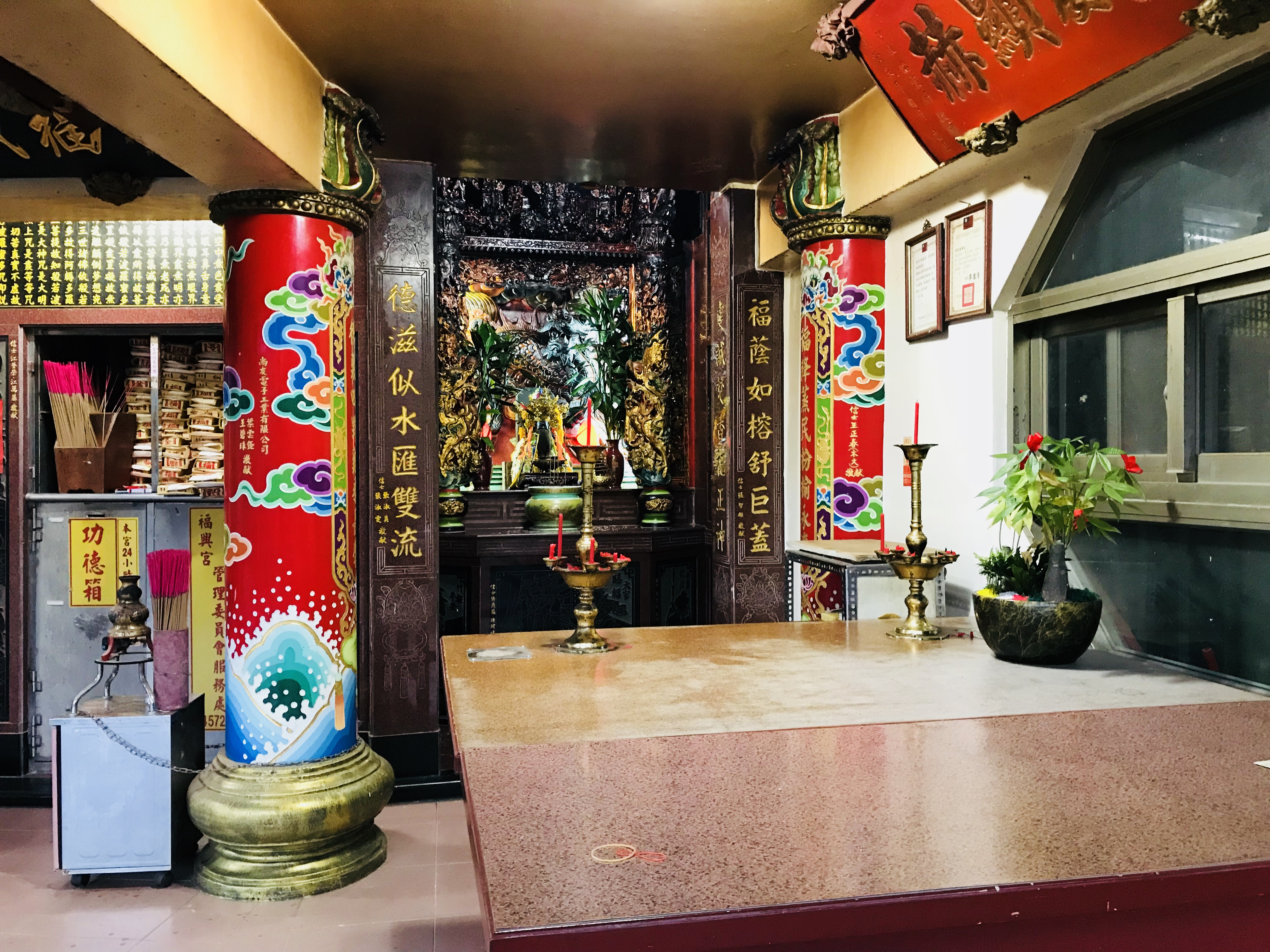
福德宮

清治時期，西勢坑溪上游原有許多住家和農田。人民建立此廟作此溪上游的水頭土地公，更上游則有一座名為「福安宮」的石材土地公廟。
據基隆文史協進會總幹事王國緯表示，1923年為興建西勢水庫，集體遷村，施工第二年當儲水就快淹到福德宮時，工程發生很多意外事故，日本人遂聽當地人建議，把福德宮移到福興宮旁邊。之後居民視福德宮土地公改轄管東勢坑溪。
至於位在攔砂壩旁的福安宮則未遷，因居民遷出，香火中斷，長久遺忘在荒煙蔓草中。

### 兩廟共存
兩廟今位在暖暖淨水廠前、雙龍橋上，共用門牌，同一管理委員會管理，轄區以兩溪劃分。合稱有「雙土地公廟」、「雙龍廟」、「雙龍土地公廟」、「水源地雙生土地公廟」。
1973年，地方人士林國、周新發等人募款重建，面積各約五坪。大家樂盛行時，據當地暖西里里長李銘村回憶，福德宮土地公神像都曾遭人擲到溪底，後來才找回。公益彩券發行後，神像也曾失蹤。2003年時，廟方人員發現屋頂、牆壁龜裂滲水嚴重加以整修，遂把兩廟簷連在一起，讓兩廟正式融而為一。市府為配合營建署城鄉風貌計畫，在此廟周遭規劃棧道、意象空間等休閒設施。
今地址為水源路36巷37之1號。

## 信仰活動
福興宮土地公神像眼睛微微向下俯視，被認為可保土地上安居樂業；福德宮土地公神像眼神凝視正前方，相傳可保出外事業順利，工作平安。
信徒祭祀時會準備兩份供品，因此香火鼎盛。水公司第一區管理處主管亦來此這祭祀，以求基隆遠離乾旱。